# Biuletyn Informacyjny Narodowych Sił Zbrojnych
Biuletyn Informacyjny Narodowych Sił Zbrojnych – oficjalny organ prasowy Okręgu II Mazowsze Północne NSZ, wychodził od jesieni 1942 r. do czerwca 1944 r., tj. do czasu scalenia się lokalnych struktur NSZ z AK.
Pismo było kontynuacją ukazującego się od 1941 r. „Biuletynu Organizacyjnego PONS” (Polskiej Organizacji Narodowo-Syndykalistycznej, która po rozbiciu jej części przez Gestapo weszła pod koniec 1942 r. w skład NSZ). Biuletyn był odbijany na powielaczu. Wychodził nieregularnie, najczęściej co 2 tygodnie. W winiecie znajdował się orzeł i motto zapożyczone z „Szańca”. Niekiedy występowały też motta z wierszy Zygmunta Krasińskiego. Pismo składało się z 4 lub 6 kartek papieru formatu A4. Nakład wynosił od 500 do 700 egzemplarzy. Oprócz artykułów i komentarzy politycznych zawierał także informacje o sytuacji militarnej z różnych frontów wojny, a także wyroki organizacji na zdrajców. Redagowali go Władysław Dobrzycki ps. „Władybój”, szef Oddziału VI Oświatowo-Wychowawczego Komendy Okręgu i Stanisław Biliński ps. „Wit”. Redakcja pisma mieściła się we wsi Obidzino, powiat Gostynin.